# Poliziotti per caso
Poliziotti per caso (Who's the Man?) è un film del 1993 diretto da Ted Demme.
Il film è stato pubblicato per MTV Films e include cameo di numerosi artisti della scena hip hop statunitense, tra cui Busta Rhymes, Eric B., House of Pain, Ice-T, Kris Kross, Queen Latifah e Run DMC.
È uscito il 23 aprile 1993 negli Stati Uniti e il 30 giugno 1995 nel Regno Unito.

## Trama
Doctor Dre ed Ed Lover sono due barbieri di Harlem, New York, che vengono invitati da un amico a provare ad entrare in un'accademia di polizia; i due vengono così assunti nella NYPD. Un loro amico scompare, ed i novelli poliziotti decidono di investigare sull'accaduto, scoprendo che si tratta di un omicidio.